# Ivan Hlaváček
Ivan Hlaváček (Náchod, 27 de março de 1933) é um matemático e engenheiro tcheco.